# Atrium String Quartet
Das Atrium Quartett  ist ein Streichquartett, das im Jahr 2000 an der Musikhochschule in St. Petersburg gegründet wurde.
Die Mitglieder des Atrium Quartetts studierten bei Mitgliedern des Taneyev Quartetts, des Alban Berg Quartetts, des Danel Quartetts und des Vermeer String Quartetts. Sie studierten 2006–2007 an der Niederländischen Streichquartettakademie in Amsterdam bei Stefan Metz und 2009 bei Eberhard Feltz an der Hochschule für Musik Hanns Eisler Berlin.
Konzertreisen führten das Atrium Quartett u. a. nach Großbritannien, in die USA, in die Niederlande, die Schweiz, nach Spanien, Canada, Italien, Dänemark, Frankreich, Brasilien, Japan und Ungarn. In Deutschland war das Ensemble  beim  Beethovenfestival Bonn, dem Heidelberger Frühling, dem Schleswig-Holstein Musikfestival, den Musikfestspielen Mecklenburg-Vorpommern, den Schwetzinger Festspielen, beim Usedomer Musikfestival, den Traunsteiner Sommerkonzerten und den Kammermusiktagen Mettlach zu Gast. In der aktuellen Spielzeit bietet das Atrium-Quartett dem Publikum zum ersten Mal in der Geschichte der Kammermusik eine einzigartige Gelegenheit, alle fünfzehn Quartette Schostakowitsch’s an einem Tage zu erleben.

## Mitglieder (seit 2000)
Erste Violine:
- Nikita Boriso-Glebsky, seit 2017
- Sergey Malov, 2015–2017;
- Alexey Naumenko, 2000–2015;

Zweite Violine:
- Anton Ilyunin, seit 2000

Bratsche:
- Dmitry Pitulko, seit 2004,
- Dmitry Usov, 2000–2004;

Violoncello:
- Anna Gorelova, seit 2000

## Preise
- 2001: 2. Preis in Moskau
- 2002: 2. Preis in Cremona und Weimar
- 2003: 1. Preis und Publikumspreis beim Internationalen Streichquartett-Wettbewerb in London.
- 2007: Grand-Prix und Preis für die beste Interpretation eines zeitgenössischen Werkes (Prix MMSG – Mecemnat Musical Société Generale), Bordeaux